# Campeonato Europeo de Lucha de 1978
El XXX Campeonato Europeo de Lucha se celebró en Sofía (Bulgaria) en el año 1978 bajo la organización de la Federación Internacional de Luchas Asociadas (FILA) y la Federación Búlgara de Lucha.

## Resultados

### Lucha grecorromana
| Evento  | Oro                          | Plata                    | Bronce                  |
| ------- | ---------------------------- | ------------------------ | ----------------------- |
| 48 kg   | Constantin Alexandru Rumania | Anatoli Bozin URSS       | Dietmar Hinz RDA        |
| 52 kg   | Vajtang Blaguidze URSS       | Lajos Rácz · Hungría     | Nicu Gîngă Rumania      |
| 57 kg   | Vladimir Pogudin URSS        | Mihai Boţilă Rumania     | Józef Lipień · Polonia  |
| 62 kg   | Kazimierz Lipień · Polonia   | Ion Păun Rumania         | Tamás Tóth · Hungría    |
| 68 kg   | Ștefan Rusu Rumania          | Nikolai Dimov Bulgaria   | Károly Gaál · Hungría   |
| 74 kg   | Ferenc Kocsis · Hungría      | Anatoli Bykov URSS       | Yanko Shopov Bulgaria   |
| 82 kg   | Ion Draica Rumania           | Jan Dołgowicz · Polonia  | Savo Jristov Bulgaria   |
| 90 kg   | Frank Andersson · Suecia     | Keijo Manni · Finlandia  | Petre Dicu Rumania      |
| 100 kg  | Nikolai Balboshin URSS       | Gueorgui Raikov Bulgaria | József Farkas · Hungría |
| +100 kg | Roman Codreanu Rumania       | Alexandar Tomov Bulgaria | József Nagy · Hungría   |

### Lucha libre
| Evento  | Oro                       | Plata                    | Bronce                       |
| ------- | ------------------------- | ------------------------ | ---------------------------- |
| 48 kg   | Stoyan Stoyanov Bulgaria  | Gheorghe Rașovan Rumania | Mihály Gyulai · Hungría      |
| 52 kg   | Nermedin Selimov Bulgaria | Telman Pashayev URSS     | Władysław Stecyk · Polonia   |
| 57 kg   | Buzai Ibraguimov URSS     | Aurel Neagu Rumania      | Ivan Tsochev Bulgaria        |
| 62 kg   | Mijo Dukov Bulgaria       | Saipula Absaidov URSS    | Zoltán Szalontai · Hungría   |
| 68 kg   | Ivan Yankov Bulgaria      | Ijaku Gaidarbekov URSS   | Dariusz Czichowski · Polonia |
| 74 kg   | Piotr Marta URSS          | Marin Pîrcălabu Rumania  | Reşit Karabacak Turquía      |
| 82 kg   | Shukri Ajmedov Bulgaria   | Adolf Seger RFA          | Tiberiu Seregelyi Rumania    |
| 90 kg   | Uwe Neupert RDA           | Ivan Guinov Bulgaria     | Viktor Batnia URSS           |
| 100 kg  | Levan Tediashvili URSS    | Mehmet Güçlü Turquía     | Vasile Pușcașu Rumania       |
| +100 kg | Boris Bigayev URSS        | József Balla · Hungría   | Marin Guerchev Bulgaria      |

## Medallero
| Núm. | País      | Oro | Plata | Bronce | Total |
| ---- | --------- | --- | ----- | ------ | ----- |
| 1    | URSS      | 7   | 5     | 1      | 13    |
| 2    | Bulgaria  | 5   | 4     | 4      | 13    |
| 3    | Rumania   | 4   | 5     | 4      | 13    |
| 4    | Hungría   | 1   | 2     | 6      | 9     |
| 5    | Polonia   | 1   | 1     | 3      | 5     |
| 6    | RDA       | 1   | 0     | 1      | 2     |
| 7    | Suecia    | 1   | 0     | 0      | 1     |
| 8    | Turquía   | 0   | 1     | 1      | 2     |
| 9    | Finlandia | 0   | 1     | 0      | 1     |
| 9    | RFA       | 0   | 1     | 0      | 1     |
|      | TOTAL     | 20  | 20    | 20     | 60    |